# Габон на літніх Олімпійських іграх 2024
Габон на літніх Олімпійських іграх 2024 представляли п'ять спортсменів у чотирьох видах спорту.